# Ian Scheckter
Ian Scheckter (East London, 22 agosto 1947) è un ex pilota automobilistico sudafricano.
Fratello maggiore di Jody Scheckter e zio del pilota IRL Tomas Scheckter.

## Carriera

### Le corse in Sud Africa
Campione nazionale di Formula Ford, nel 1972 emigrò brevemente in Europa per misurarsi nelle gare del vecchio continente.
Tornato nel suo Paese natio, prese parte a varie edizioni del Campionato sudafricano di Formula 1. Si laureò poi campione di Formula Atlantic Sudafricana per quattro volte consecutive: dal 1976 al 1979.

### Formula 1
L'esordio nel massimo campionato avvenne grazie al team Gunston, che impiegava una Lotus72E, nel Gran Premio del Sudafrica 1974, in cui Scheckter chiuse tredicesimo.
Anche nel 1975 Scheckter poté prendere parte al gran premio nazionale, grazie al team Lexington, che iscrisse una Tyrrell privata. Rientrò nel Gran Premio di Svezia alla Williams. Dopo essere stato confermato per la gara successiva, venne poi sostituito da François Migault, per il Gran Premio di Francia.
Per il 1976 il suo impegno nel mondiale si limitò al solo gran premio nazionale, sempre grazie alla Tyrrell della Lexington.
Nel 1977 divenne pilota titolare alla March, anche grazie al supporto finanziario della Rothmans. La stagione fu però molto difficile, complice anche la scarsa competitività della 761. Saltò, curiosamente, proprio la gara di casa, per un infortunio alla gamba. Rientrò nel Gran Premio di Spagna, dopo aver saltato anche la gara di Long Beach.
Non poté disputare il Gran Premio del Giappone, ultima gara della stagione, perché il governo giapponese si rifiutò di concedergli il visto, essendo lui sudafricano, in seguito a una risoluzione del 1973 delle Nazioni Unite, che bloccava la partecipazione di atleti di quella nazione a gare sportive internazionali. Suo fratello, Jody, anch'egli sudafricano, fu invece ammesso nel Paese in forza del suo doppio passaporto britannico. Concluse comunque l'annata senza aver ottenuto punti e terminò la sua carriera in Formula 1.

### Dopo la Formula 1
Ancora in attività nelle gare sport e storiche del suo Paese, il Sudafrica, al volante di Tiga, McLaren e Tyrrell.

## Risultati in F1
| 1974 | Scuderia        | Vettura  |  |  |    |  |  |  |  |  |  |  |  |    |  |  |  |  |  | Punti | Pos. |
| ---- | --------------- | -------- |  |  | -- |  |  |  |  |  |  |  |  | -- |  |  |  |  |  | ----- | ---- |
| 1974 | Gunston Hesketh | 72E P308 |  |  | 13 |  |  |  |  |  |  |  |  | NQ |  |  |  |  |  | 0     |      |

| 1975 | Scuderia       | Vettura  |  |  |     |  |  |  |     |    |  |  |  |  |  |  |  |  |  | Punti | Pos. |
| ---- | -------------- | -------- |  |  | --- |  |  |  | --- | -- |  |  |  |  |  |  |  |  |  | ----- | ---- |
| 1975 | Lexington FWRC | 007 FW03 |  |  | Rit |  |  |  | Rit | 12 |  |  |  |  |  |  |  |  |  | 0     |      |

| 1976 | Scuderia  | Vettura |  |     |  |  |  |  |  |  |  |  |  |  |  |  |  |  |  | Punti | Pos. |
| ---- | --------- | ------- |  | --- |  |  |  |  |  |  |  |  |  |  |  |  |  |  |  | ----- | ---- |
| 1976 | Lexington | 007     |  | Rit |  |  |  |  |  |  |  |  |  |  |  |  |  |  |  | 0     |      |

| 1977 | Scuderia | Vettura |     |     |  |  |    |    |     |     |    |     |     |     |    |     |     |     |  | Punti | Pos. |
| ---- | -------- | ------- | --- | --- |  |  | -- | -- | --- | --- | -- | --- | --- | --- | -- | --- | --- | --- |  | ----- | ---- |
| 1977 | March    | 761B    | Rit | Rit |  |  | 11 | NQ | Rit | Rit | NC | Rit | Rit | Rit | 10 | Rit | Rit | Rit |  | 0     |      |

| Legenda | 1º posto     | 2º posto | 3º posto    | A punti         | Senza punti/Non class.  | Grassetto – Pole position Corsivo – Giro più veloce |
| Legenda | Squalificato | Ritirato | Non partito | Non qualificato | Solo prove/Terzo pilota | Grassetto – Pole position Corsivo – Giro più veloce |